# Distanzstein (Bundesstraße 79, Quedlinburg)

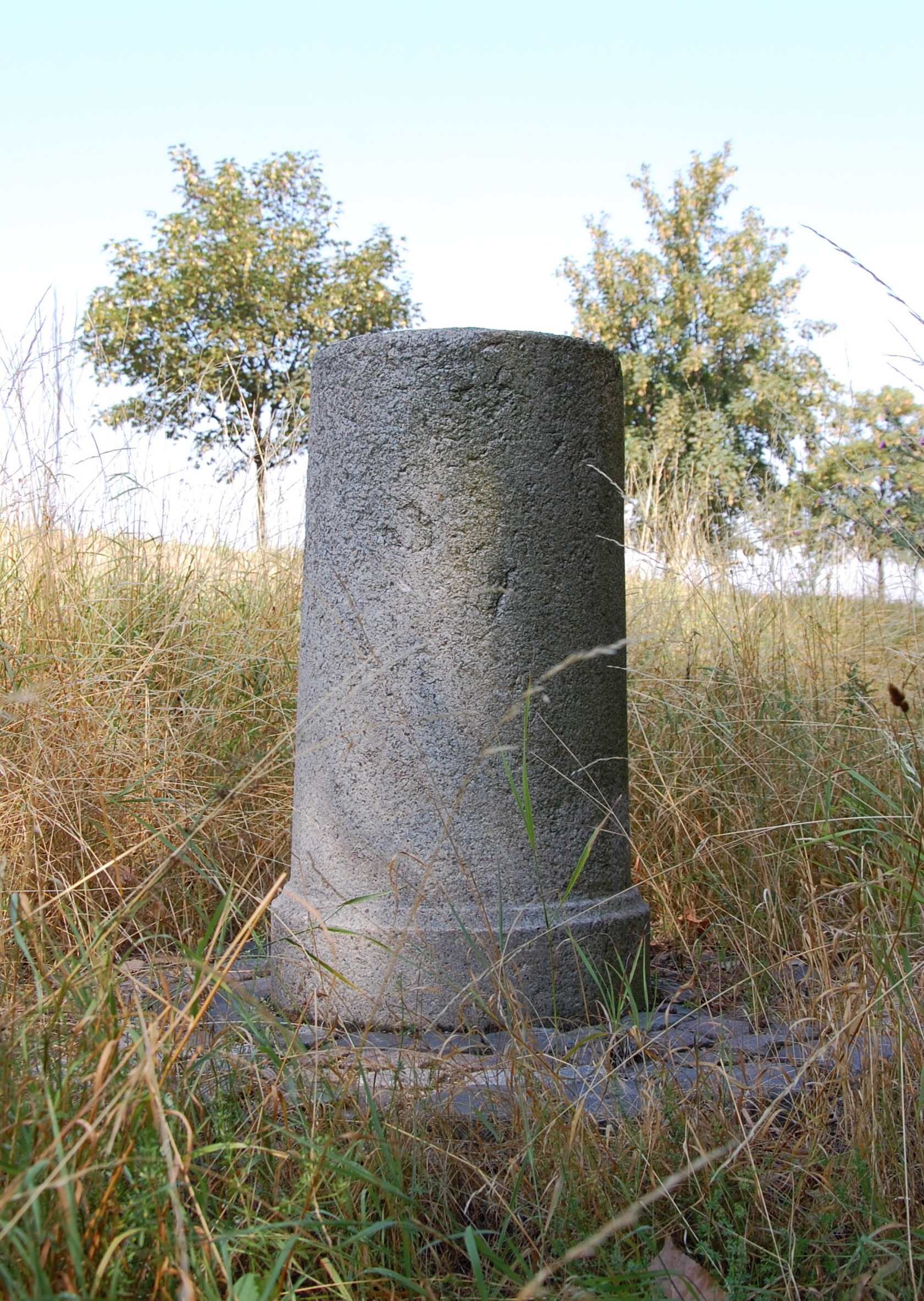
Preußischer Meilenstein bei Münchenhof

Der Distanzstein bei Münchenhof an der Bundesstraße 79 ist ein denkmalgeschützter Distanzstein in Quedlinburg in Sachsen-Anhalt.

## Lage
Der im Quedlinburger Denkmalverzeichnis mit der Erfassungsnummer 094 46394 eingetragene Meilenstein befindet sich am östlichen Fahrbahnrand der Bundesstraße 79 etwa einen Kilometer südlich von Münchenhof und somit nahe nördlich der Mündung der B 79 in der Bundesstraße 6.

## Anlage und Geschichte
Der Meilenstein wurde nach der 1843 erfolgten Anlage der Straße als neue Kunststraße von Quedlinburg nach Halberstadt von Preußen errichtet. Der Rundsockelstein besteht aus Granit und gilt als Zeugnis der regionalen Verkehrs- und Vermessungsgeschichte. Im September 2003 und März 2004 war der Stein nicht aufzufinden, obwohl er erst zwei Jahre zuvor angehoben und auf ein Pflasterpodest gesetzt worden war. Im Dezember 2006 wurde er wieder aufgestellt. Im Zusammenhang mit dem Bau des südlich des Steins gelegenen Knotens von B 79 und B 6 war er durch das Straßenbauamt Halberstadt abgebaut und saniert worden. Der mit Fuß und Spitze ungefähr einen Meter hohe Stein steht heute jenseits des Straßengrabens und ist dadurch vor Unfällen geschützt.